# Oligostomis soochowica
Oligostomis soochowica är en nattsländeart som först beskrevs av Georg Ulmer 1932.  Oligostomis soochowica ingår i släktet Oligostomis och familjen broknattsländor. Inga underarter finns listade i Catalogue of Life.